# Brian and Charles
Brian and Charles és una pel·lícula de comèdia dramàtica del 2022 dirigida per Jim Archer, en el seu primer llargmetratge, a partir d'un guió de David Earl i Chris Hayward, que també protagonitzen la pel·lícula.
Una adaptació de llargmetratge del curtmetratge homònim del trio de 2017, Brian i Charles es va estrenar al Festival de Cinema de Sundance de 2022. La pel·lícula es va estrenar als Estats Units el 17 de juny de 2022 i al Regne Unit el 8 de juliol de 2022. Ha estat subtitulada al català.

## Repartiment
- David Earl com a Brian Gittins
- Chris Hayward com a Charles Petrescu
- Louise Brealey com a Hazel
- Jamie Michie com a Eddie
- Nina Sosanya com a Pam
- Lynn Hunter com a Winnie
- Lowri Izzard com a Katrina
- Mari Izzard com a Suki
- Cara Chase com a June
- Sunil Patel com a Phil
- Rishi Nair com a Stephen Alderton

## Producció
Film4 Productions va abordar l'adaptació del llargmetratge del curtmetratge d'Archer, Earl i Hayward a principis del 2019, seguit del BFI. El rodatge es va fer a la zona rural del nord de Gal·les, inclosos Cwm Penmachno i Llyn Gwynant, durant la pandèmia de COVID-19.